# Презеццо
Презеццо (італ. Presezzo) — муніципалітет в Італії, у регіоні Ломбардія,  провінція Бергамо.
Презеццо розташоване на відстані близько 490 км на північний захід від Рима, 39 км на північний схід від Мілана, 9 км на захід від Бергамо.
Населення — 4949 осіб (2014).

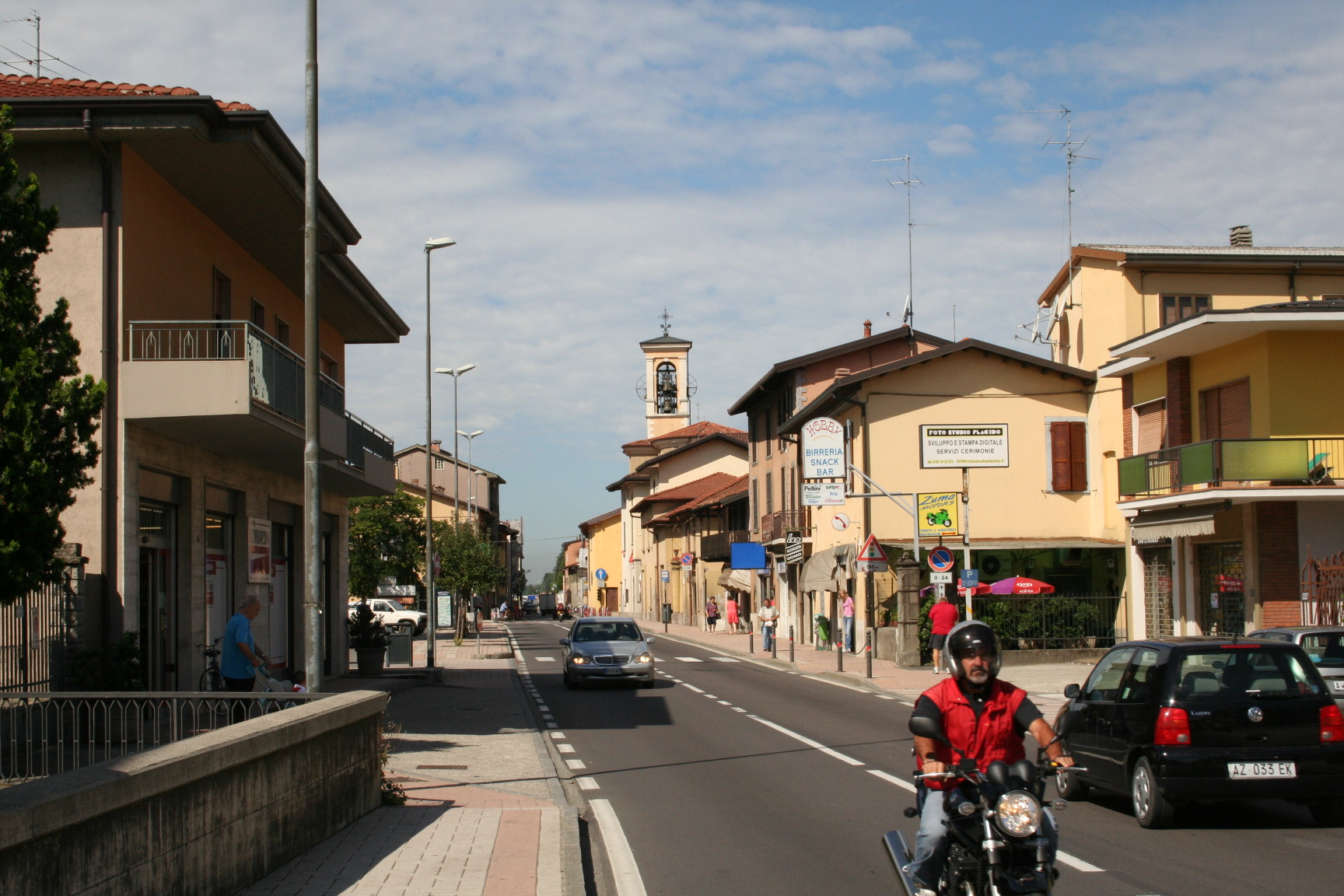

Щорічний фестиваль відбувається 9 серпня. Покровитель — Fermo.

## Демографія
Населення за роками:

Станом на 1 січня 2023 року в муніципалітеті офіційно проживало 478 іноземців з 42 країн, серед них 43 громадяни країн Євросоюзу та 14 громадян України.

## Сусідні муніципалітети
- Бонате-Сопра
- Мапелло
- Понте-Сан-П'єтро